# Rambluzin-et-Benoite-Vaux
 Rambluzin-et-Benoite-Vaux  là một xã thuộc tỉnh Meuse trong vùng Grand Est đông nam nước Pháp. Xã này nằm ở khu vực có độ cao trung bình 300 mét trên mực nước biển.